# Episodi di Siska (ottava stagione)
| nº | Titolo originale            | Titolo italiano          | Prima TV Germania | Prima TV Italia |
| -- | --------------------------- | ------------------------ | ----------------- | --------------- |
| 1  | Ein Stich ins Herz          | Un colpo al cuore        | 2005              |                 |
| 2  | Zellers letzter Auftrag     | Una scoperta di troppo   | 2005              |                 |
| 3  | Hass ist ein stiller Mörder | L'arma vincente          | 2005              |                 |
| 4  | Im Falle meines Todes       | Un piano diabolico       | 2005              |                 |
| 5  | Zuerst kommt die Angst      | Sfilata fatale           | 2005              |                 |
| 6  | Einfach nur sterben         | Registrazione fatale     | 2005              |                 |
| 7  | Verlorener Sohn             | Amore non corrisposto    | 2005              |                 |
| 8  | Keine andere Wahl           | Un gesto disperato       | 2005              |                 |
| 9  | Junger Mann mit Messer      | Il quattordicesimo piano | 2005              |                 |
| 10 | Gestehe deine Schuld        | Un sequestro anomalo     | 2005              |                 |
| 11 | Bis ins Grab                | Vecchi rancori           | 2005              |                 |
| 12 | Zwischen Kain und Abel      | Tra Caino e Abele        | 2005              |                 |